# Hafnir
Hafnir é uma localidade na Islândia. Em 2018 tinha uma população de cerca de 110 habitantes.